# Dibromochloromethan
Dibromochloromethan là một hợp chất hữu cơ không màu đến vàng, nặng, mùi ngọt và không cháy với công thức hóa học là CHBr2Cl. Nó là một trihalogenomethan. Một lượng nhỏ dibromochloromethan được tạo ra trong đại dương bởi tảo.

## Các ứng dụng
Dibromochloromethan trước đây được sử dụng làm chất chống cháy và làm chất trung gian trong sản xuất hóa chất. Ngày nay nó chỉ được sử dụng làm thuốc thử trong phòng thí nghiệm. Dibromochloromethan cũng là một phụ phẩm khử trùng, được hình thành do phản ứng của chlor với hợp chất hữu cơ tự nhiên và các ion bromide trong nguồn cung cấp nước thô. Kết quả là nó thường được tìm thấy trong nước uống được khử trùng bằng chlor. Ngoài ra, nó có thể làm giảm việc sản sinh khí methan ở động vật nhai lại tới 79%.